# MIND Festival
Il MIND Festival è una manifestazione musicale a pagamento che si tiene ogni anno, nel periodo estivo, a Montecosaro Scalo (MC).

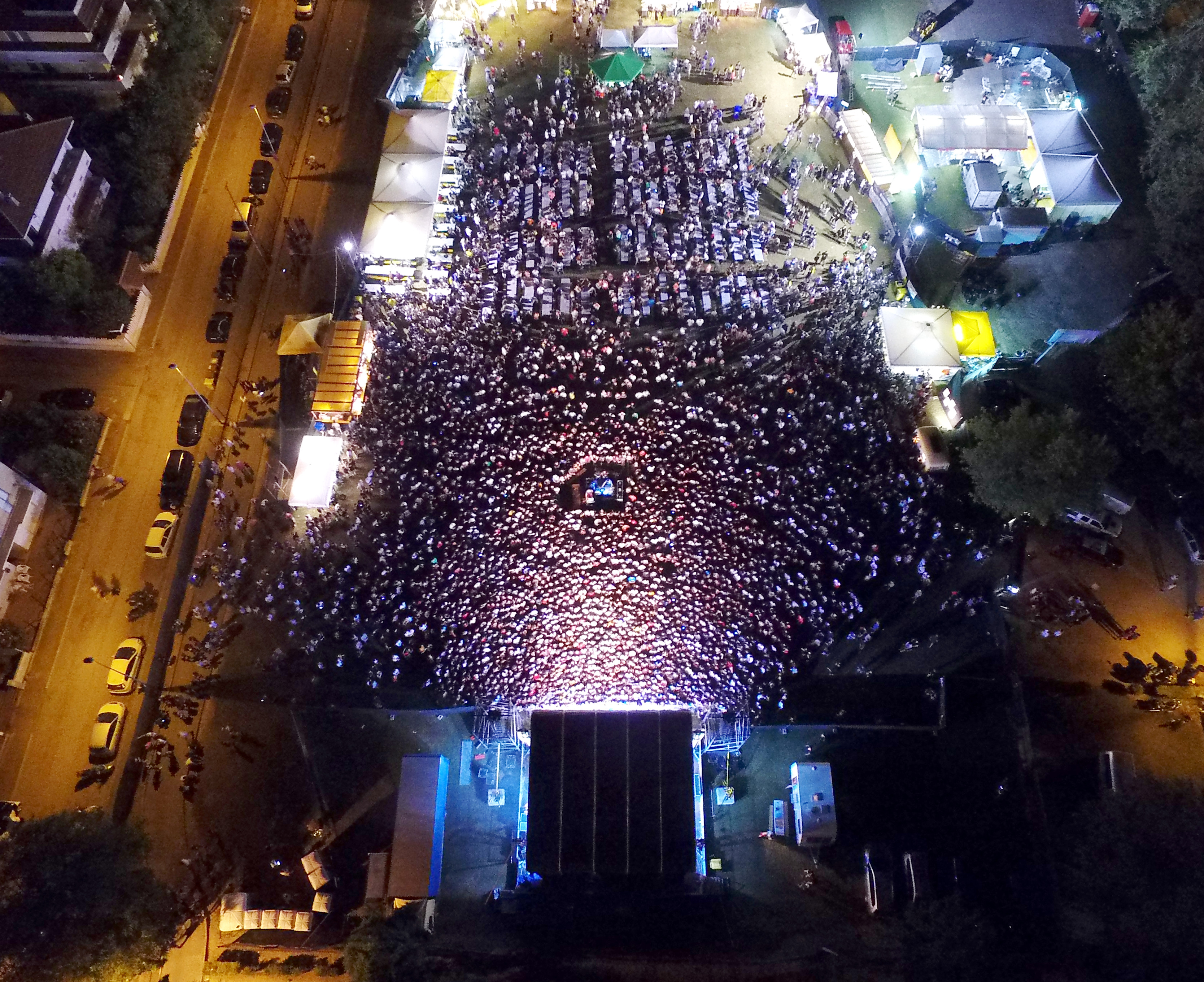
Foto dall'alto dell'edizione 2016

Hanno calcato il palco del MIND Festival moltissimi artisti di fama nazionale e internazionale, come: Jarabe de Palo, Paul Van Dyk, Afterhours, Alborosie, Mahmood, The Bloody Beetroots, Apparat, Ex-Otago, Asian Dub Foundation, Marracash, Coma Cose, Rancore, Planet Funk, Marlene Kuntz, Lacuna Coil, Lo Stato Sociale, Dardust, I Ministri, The Zen Circus, Willie Peyote, Levante, Gazzelle, Fulminacci, Psicologi, Naska, Congo Natty, Steve Aoki e Lucio Corsi.

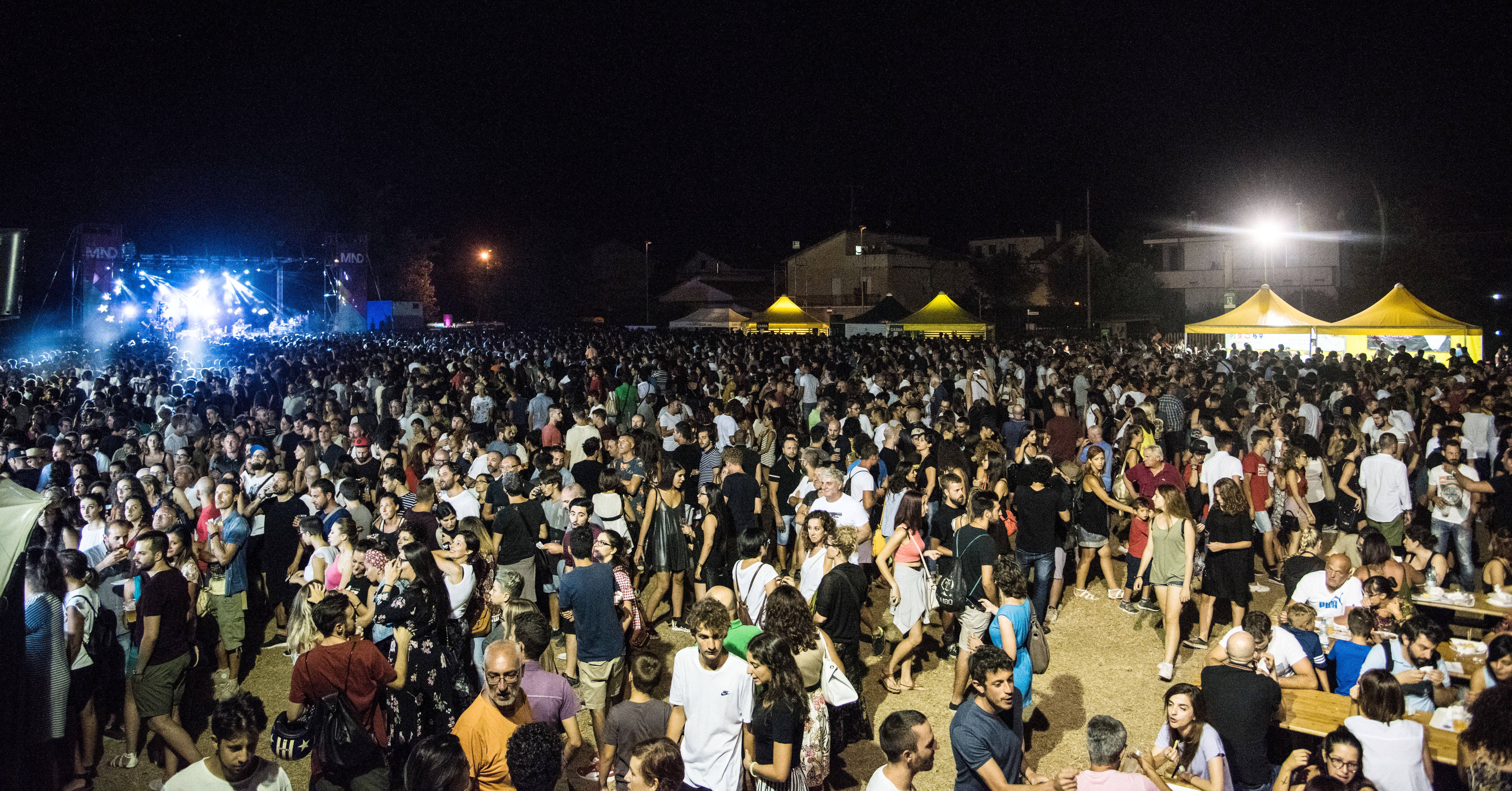

Il MIND Festival ha visto la sua prima edizione nel 2011 e si è affermato nel corso degli anni come uno dei festival estivi più importanti della regione Marche, trasformandosi da una piccola realtà locale in una grande manifestazione, dove la musica è al centro della scena. Durante gli eventi viene allestita una grande area ristoro con oltre 1000 posti a sedere.
La manifestazione, che ha luogo solitamente durante l'ultima settimana di luglio, va dal giovedi alla domenica e propone stili musicali differenti a seconda della serata alternando sul palco di Montecosaro, artisti dei più disparati generi musicali che attirano in media circa 40.000 persone nella piccola cittadina del maceratese durante il corso del festival.
Nelle ultime edizioni si è registrata infatti una crescente partecipazione anche dalle regioni limitrofe, in particolare Abruzzo e Umbria, grazie alla posizione strategica della location e al rilevante programma musicale. Durante l'edizione 2017 è stata aggiunta una "extra date" di lunedì con ospiti gli Afterhours.

## Storia
Il MIND Festival nasce nel 2013, grazie ad una associazione cittadina, affiancandosi alla storica Festa della Birra di Montecosaro. Dapprima, dopo che per 20 anni la Festa si era tenuta in una piccola area parcheggio, nel 2010 viene spostata in un attiguo ex campo sportivo, ampliando il perimetro disponibile.
Nel 2020 a causa della pandemia di COVID-19 l'evento si svolge nel centro storico della città, con posti limitati.
Nell'agosto 2021, il MIND organizza due concerti nell'Arena Gigli di Porto Recanati. Il primo il 10 agosto con i Coma Cose, ed il secondo il 31 agosto con ospite Apparat.
Nell'estate 2022, viene annunciato un nuovo format: il MIND VIllage.
Nel 2023 viene annunciato il ritorno ufficiale del MIND Festival dopo tre anni di stop causati dalla pandemia di COVID-19.
L'evento torna Montecosaro Scalo e si trasferisce in una nuova location, il campo sportivo Antonio Mariotti.
| Anno | Principali artisti                                                                                            |
| ---- | --- |
| 2023 | Paul Van Dyk, Lo Stato Sociale, La Sad, Cosmo, Rancore, Ruggero de i Timidi                                   |
| 2022 | Diego Naska                                                                                                   |
| 2021 | Coma Cose, Apparat                                                                                            |
| 2020 | Bud Spencer Blues Explosion                                                                                   |
| 2019 | Mahmood, The Bloody Beetroots, Ex-Otago, Ministri, Fulminacci e Psicologi                                     |
| 2018 | Jarabe de Palo, Alborosie, Pendulum dj set, Dardust, Willie Peyote, Pop X, Galeffi, Viito                     |
| 2017 | Afterhours, Après La Classe, The Zen Circus, Saturnino Celani, Asian Dub Foundation, Voina, Gazzelle e Gomma. |
| 2016 | Planet Funk, Marracash, Ministri, Nobraino, España Circo Este.                                                |
| 2015 | Lacuna Coil, Lo Stato Sociale, Bud Spencer Blues Explosion, Aucan, Rezophonic.                                |
| 2014 | Levante, Motel Connection, 99 Posse, Tre Allegri Ragazzi Morti, Eva Lazarus, Prode Società Merende.           |
| 2013 | Marlene Kuntz, Punkreas, Nobraino, Management del Dolore Post-Operatorio, Congo Natty.                        |
| 2012 | I Cani, No Relax, Mama Marjas, Dente.                                                                         |
| 2011 | Linea 77, Brusco, Figli di Madre Ignota, Il Pan del Diavolo.                                                  |